# Крамер, Сэмюэл
Сэмюэл Ноа Крамер (англ. Samuel Noah Kramer), при рождении – Симха Ной Крамер (ивр. שמואל נח קרמר‎, 28 июля 1897, Жашков — 26 ноября 1990, Филадельфия) — американский востоковед, один из ведущих шумерологов мира.

## Биография
Симха родился в городе Жашкове (ныне Черкасской области Украины) в религиозной еврейской семье. Мальчик по рождению получил два имени Симха (радость) и Ной (в честь библейского патриарха Ноя). В 1905 году семья эмигрировала в США. С детства он обучался идишу и ивриту, а также библейским сказаниям.
В США Крамер вначале избрал карьеру учителя, окончил Школу педагогики в Филадельфии, но увлёкся философией и литературой. Пробовал писать художественные произведения, но разочаровался в своих литературных способностях. Затем Крамер пытался заняться предпринимательской деятельностью, вновь без удовольствия для себя, и в возрасте тридцати лет увлекся востоковедением. Сэмюэл Крамер поступил на Восточное отделение университета Пенсильвании, где изучал египтологию и ассириологию. В 1930 году защитил диссертацию по аккадскому глаголу, и, в конце концов, остановился на шумерологии. В том же году участвовал в своих первых раскопках в Ираке. После возвращения с Ближнего Востока в 1932 году участвовал в составлении ассирийского словаря.
Стал экспертом по древним шумерским текстам, ему удалось собрать, реклассифицировать и перевести с шумерского языка множество памятников шумерской литературы, иногда буквально обнаруживая мелкие обломки одной и той же глиняной таблички в музеях разных континентов. Он опубликовал более 250 работ, и до своей смерти считался ведущим шумерологом в мире. У ученого была замечательная научная интуиция, подкрепленная глубокими знаниями. Сэмюэл Крамер внёс огромный вклад в шумерологию, популяризовал шумерскую литературу, сделав её доступной для массового читателя. Известен его перевод одного из первых в истории законодательных сборников — законов Ур-Намму. Он также детально изучал шумеро-аккадский эпос и отстаивал прогрессивность реформ Уруинимгины. Был сторонником гипотезы о «банановых языках».
Поддерживал тесные связи с иностранными, в том числе советскими, ассириологами. В 1957 году посещал СССР, чтобы транслитерировать две шумерские элегии с уникальной глиняной таблички, хранящейся в Пушкинском музее в Москве, и встречался с ведущими советскими востоковедами В. В. Струве, И. М. Дьяконовым и их учениками.
Вышел на пенсию в 1968 году, но продолжал активно заниматься исследованием шумерской истории.

## Книги
- Сэмюэл Н. Крамер. История начинается в Шумере / Пер. Ф. Л. Мендельсона; под ред. и с предисл. В. В. Струве. — М.: Издательство «Наука», 1965. — 256 с. — (По следам исчезнувших культур Востока). — 16 000 экз.
- Крамер Самюэль. Шумеры. Первая цивилизация на Земле / Пер. с англ. А. В. Милосердовой. — М.: ЗАО Центрполиграф, 2002. — 384 с. — (Загадки древних цивилизаций). — 7000 экз. — ISBN 5-9524-0160-0.